# Magnus Huss
Pour les articles homonymes, voir Huss.
Magnus Huss, né le 22 octobre 1807 et mort le 22 avril 1890, est un médecin et professeur suédois ayant introduit et décrit le concept d'alcoolisme chronique comme une maladie dans son ouvrage majeur Alcoholismus chronicus (1849).
L'édition originale est en suédois, mais la 2e édition augmentée de 1852, rédigée en allemand, connait un retentissement international immédiat (Europe et Amériques).

## Biographie

### Origine et formation
Magnus Huss nait dans la province de Medelpad, au centre de la Suède. Il est le fils de Johan Huss, pasteur de l'église luthérienne et de Katarina Magdalena Hellzen. Son père possède une grande ferme en étant maître de forge,.
Magnus Huss est élevé avec ses quatre frères dans un milieu bourgeois riche et instruit. Il reçoit une éducation austère et sévère, où les notions de devoir et de vocation le marquent pour la vie.
D'abord tenté par une carrière militaire, il fait des études littéraires, puis de botanique, en optant finalement pour la médecine. Il commence sa médecine à  l'université d'Uppsala à partir de 1824, et il finit ses études médicales à l'institut Karolinska. Il obtient son doctorat de médecine en 1835. Il est l'un des premiers diplômés de Stockholm à rédiger sa thèse en suédois, et non pas en latin.
Dans les années 1837 et 1838, il fait des voyages d'étude en Allemagne, en Autriche et en France.

### Carrière
En 1839, il est nommé médecin directeur d'un nouveau service au Serafimerlasarett (un hôpital de l'Ordre des Séraphins, ordre nobiliaire et religieux).
En 1840, Huss est nommé professeur à l'institut Karolinska. Sa renommée est telle qu'il devient médecin des rois Charles XIV et Oscar Ier. Sa réputation est internationale, il est déclaré « éminent bienfaiteur public » en Amérique.
Autorité influente en Suède, doté de plusieurs fonctions administratives (conseiller municipal de Stockholm, député, directeur général des hôpitaux suédois…), Huss rénove l'enseignement médical et la profession dentaire, fonde plusieurs hôpitaux en organisant la psychiatrie.
Il est membre de nombreuses associations médicales ou de bienfaisance, suédoises et étrangères, et patronne la lutte anti-alcoolique.
Dignitaire franc-macon, Huss se marie sur le tard avec une jeune veuve noble et fortunée. Anobli lui-même, son blason porte une cigogne qui serait inspirée de celles de la Faculté de médecine de Paris.
Il se retire dans une riche propriété proche de Stockholm et meurt honoré de tous en 1890. Le roi de Suède était présent à ses obsèques solennelles.

## Travaux

### Contexte
La Suède du XVIe siècle était un pays non-catholique et non producteur de vin. Dès le XVIIe siècle, chaque ferme produisait son alcool à partir de grains, de sirop d'érable et plus tard de pomme de terre. En 1756, le pays comptait 180 000 alambics.
La première moitié du XIXe siècle représente une période d'alcoolisation considérable de la population suédoise. En 1830, 100 millions de litres d'alcool (aquavit, snaps, brännvin) sont consommés par 3 millions de suédois, contre 50 millions de litres par an pour 8 millions de suédois dans la deuxième moitié du XXe siècle.
La consommation d'alcool était un fait culturel acquis : on boit dans tous les milieux en quantités différentes selon l'âge et le sexe. L'industrialisation aggrave le phénomène et des sociétés de tempérance apparaissent. Elles sont d'inspiration piétiste : la première est fondée en 1818, et en 1848, elles sont 420, totalisant plus de cent mille membres.

### Alcoholismus chronicus
Magnus Huss s'intéresse à ce problème, car il est issu d'un milieu d'ordre et de religion. Il peut observer en médecin les méfaits de l'alcool parmi les malades pauvres de l'hôpital des Séraphins. En 1849, il publie son ouvrage majeur, une étude de trois mille cas observés dans son service en quinze ans.
L'ouvrage original est rédigé en suédois (Stockholm 1849), car Huss a voulu faire œuvre didactique destinée au peuple. En 1852, l'ouvrage connait une deuxième édition augmentée, mais en allemand (Stockholm et Leipzig), qui procure à Huss une réputation internationale (Europe et Amériques),.

#### Le titre
La traduction française du titre complet est Alcoholismus chronicus, ou maladie alcoolique chronique. Contribution à la connaissance des dyscrasies, selon mon expérience personnelle et celle des autres.
Alcoolisme est un vocable nouveau forgé par Huss. Il choisit le terme alcool (visant les liqueurs distillées), car le vin était très peu consommé dans la Suède de son temps, et la bière était considérée comme une boisson banale. Le suffixe -isme était utilisé à la fois pour les intoxications (ergotisme, saturnisme…) et pour les systèmes ou doctrines médicales (brownisme, magnétisme…).
Avec ce nouveau terme Alcoolisme, Huss forge une théorie sur un ensemble de troubles, chacun le plus souvent déjà connu et décrit, mais de façon éparse, non systématisés par une vision d'ensemble.

#### Le contenu
Huss choisit de décrire les manifestations chroniques, physiques, sensorielles et mentales qui surviennent progressivement après plusieurs années de consommation excessive d'alcool. Il écarte les manifestations aigües occasionnelles comme l'ivresse. L'ivrognerie devient une maladie chronique :  l'alcoolisme.

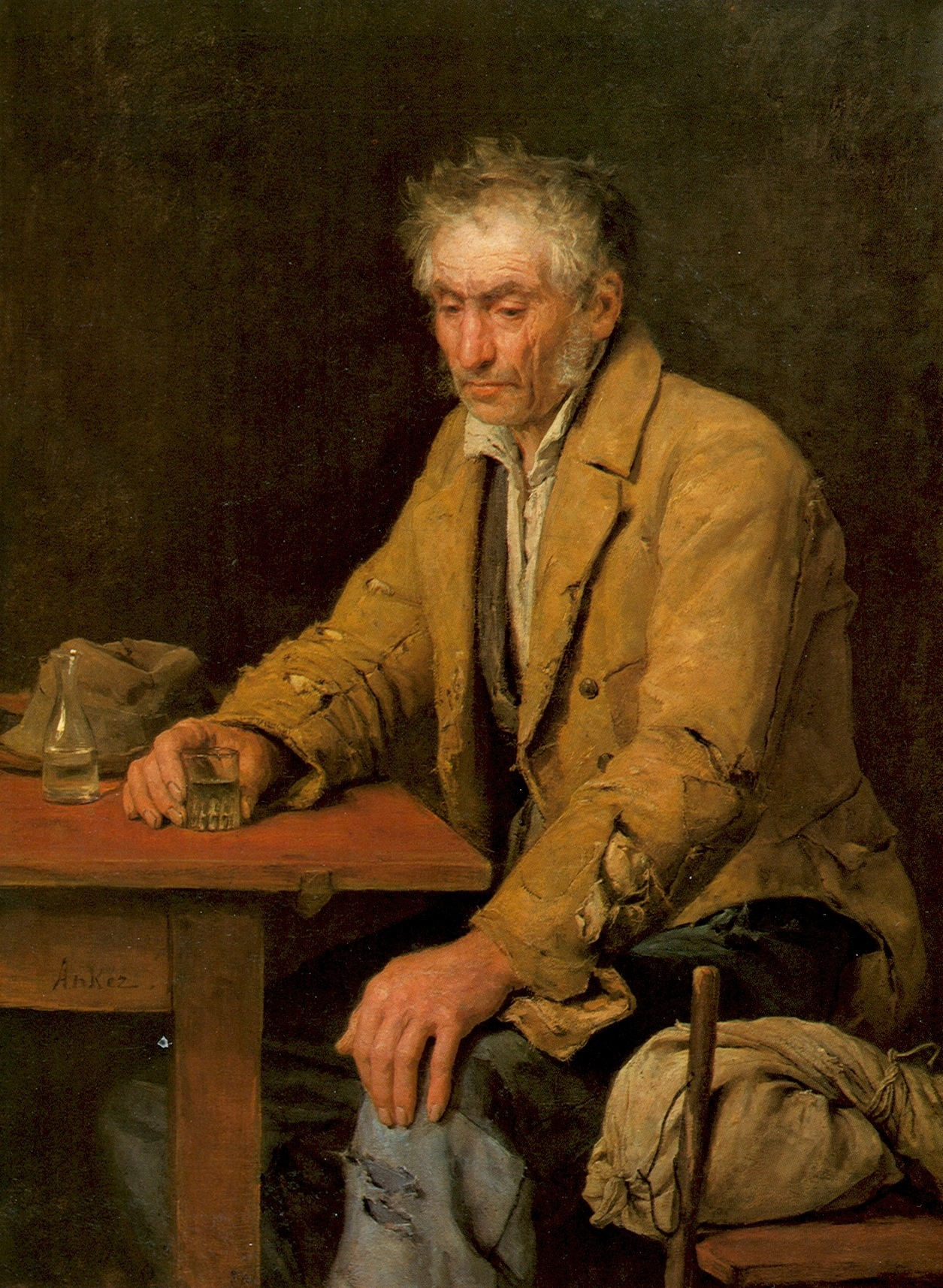
Le buveur (1868) par Albert Anker (1831-1910), Musée des Beaux-Arts de Berne.

Ses observations se basent sur la confrontation entre la clinique et l'anatomopathologie (compte-rendu d'autopsies). Il note que les troubles cliniques (physiques et mentaux) et les lésions observées ne sont pas spécifiques à l'alcoolisme (d'autres causes sont possibles), mais que par « méthode numérique » (ancêtre de la statistique), il fallait convenir que l'alcool était bien la cause principale.
Il passe en revue toutes les parties du corps : des intestins au cerveau, en passant par le sang, le cœur et le foie. Il est le descripteur des polynévrites alcooliques en 1852.
Il s'appuie pour cela sur ses voyages en France, surtout ses séjours parisiens, où il s'est imprégné des travaux de Gabriel Andral (1797-1876) en pathologie et d'Alexandre Louis (1787-1872) en statistique médicale. Huss affirme que l'alcoolisme n'est pas héréditaire (ce qui sera longtemps discuté après lui).
Selon Huss, le besoin de boire avec excès peuvent s'expliquer par le climat, le logement insalubre, le mauvais exemple parental, le fait de boire sans manger… mais faute de preuve statistique suffisante, il ne s'avance guère. Huss préfère insister sur la morale personnelle : c'est à l'individu de bien se conduire et de se comporter en créature digne de Dieu.
D'un point de vue moderne, les travaux de Huss sont incomplets et ses statistiques ne répondent pas aux critères depuis exigés, mais son œuvre annonce une nouvelle discipline : l'alcoologie.
En 1882, Huss publie une brochure sous le titre L'ivrognerie et ses conséquences pour l'individu, la famille, la commune et l'État, où il déplore comme conséquences la dégradation des mœurs et la déchéance physique qui menacent la Suède. Influencé par la théorie de la dégénerescence de son époque, Huss se comporte en moraliste piétiste, mais il n'a jamais condamné ou stigmatisé les malades alcooliques.

### Répercussions
En Suède, sous l'influence directe de Huss, le parlement vote une loi en 1855 qui interdit la distillation à domicile et règlemente le commerce de l'alcool, notamment pour la production et la vente du brännvin dont la qualité s'améliore. Les alcooliques sont considérés comme des malades confiés à des médecins, et non plus comme des ivrognes relevant de la police. En Allemagne, comme aux États-Unis, Huss est célébré comme un bienfaiteur qui offre aux hommes politiques et aux médecins une meilleure compréhension d'un phénomène social.

Panneau scolaire antialcoolique (France, 1900). Pendant plusieurs décennies, la médecine française a fait une distinction entre boissons fermentées et boissons distillées.

En France, l'ouvrage de Huss est connu par une analyse de Renaudin parue dans les Annales médico-psychologiques de 1853. La même année, l'ouvrage (jamais traduit en français) est présenté à l'Académie des sciences. Huss recoit alors un prix Monthyon, le prix de vertu 1854, où le rapporteur aurait déclaré « il y a peut-être beaucoup d'ivrognes en France, mais heureusement il n'y a pas d'alcooliques ». Sournia n'a pas retrouvé cette phrase, mais seulement « Magnus Huss a pu rassembler un grand nombre de faits sur l'alcoolisme chronique, qu'on observe beaucoup plus rarement en France »,.
En 1857, Bénédict Morel (1809-1873) dans son Traité des dégénérescences rend hommage à Huss pour sa description de l'alcoolisme. Cependant il balaie l'opinion de Huss sur le peu d'hérédité, il y voit au contraire une catastrophe héréditaire physique, intellectuelle et morale. Par proximité, l'image de l'alcoolique rejoint celle du taré et du crétin.
Les publications françaises sur ce sujet se multiplient par un facteur 100 dans la seconde moitié du XIXe siècle. Ce faisant, une partie du message de Huss est effacée : l'alcoolique est stigmatisé en tant que taré, nouveau danger social il retrouve l'immoralité et les vices de l'ivrogne, alors que Huss séparait les deux dimensions (approche médicale et réprobation morale).